# Calamares
Calamares és un instal·lador de sistemes independent, accessible, de codi obert i modular per a distribucions de GNU/Linux. Proporciona xifratge de disc i compatibilitat amb arxius d'intercanvi. Fou creat en C++, Python i Qt com a iniciativa de desenvolupadors de KDE i de distribucions com Netrunner, KaOs, Kubuntu, Manjaro o Fedora.